# Matias Malmberg
Matias Gunnar Malmberg (Frederiksberg, 31 agosto 2000) è un pistard e ciclista su strada danese che corre per il team Airtox-Carl Ras. Nel 2021 è stato campione europeo di inseguimento a squadre.

## Palmarès

### Pista
- 2016

Campionati danesi, Inseguimento a squadre (con Julius Johansen), Mathias Larsen e Johan Price-Pejtersen)
- 2019

GP Presov, Omnium
Campionati danesi, Americana (con Lasse Norman Hansen)
- 2020

GP Presov, Omnium
Campionati danesi, Omnium
- 2021

Campionati europei, Omnium Under-23
GP Olomoucheho Kraje, Omnium
GP Prostejov, Omnium
Campionati europei, Inseguimento a squadre (con Carl-Frederik Bévort, Tobias Hansen e Rasmus Pedersen)
Campionati danesi, Americana (con Rasmus Lund Pedersen)
- 2022

Anadia, Omnium
- 2024

Campionati danesi, Scratch
Campionati danesi, Corsa a punti
Campionati danesi, Corsa a eliminazione
Ballerup, Omnium
100 km Madison Ballerup, Americana (con Aaron Gate)

### Strada
- 2022 (Team ColoQuick, due vittorie)

Campionati danesi, Prova a cronometro Under-23
3ª tappa, 1ª semitappa Flanders Tomorrow Tour (Wulpen >  Wulpen, cronometro)

#### Altri successi
- 2022 (Team ColoQuick)

1ª tappa, Kreiz Breizh Elites (Ploumagoar, cronosquadre)

## Piazzamenti

### Competizioni mondiali
- Campionati del mondo su pista

Montichiari 2017 - Corsa a punti Junior: 8º
Aigle 2018 - Inseguimento a squadre Junior: 6º
Aigle 2018 - Americana Junior: 3º
Roubaix 2021 - Inseguimento a squadre: 4º
Roubaix 2021 - Omnium: 6º

### Competizioni europee
- Campionati europei su pista

Glasgow 2018 - Inseguimento a squadre: 10º
Glasgow 2018 - Corsa a punti: 13º
Apeldoorn 2019 - Scratch: 15º
Apeldoorn 2019 - Corsa a punti: 6º
Apeldoorn 2021 - Omnium Under-23: vincitore
Grenchen 2021 - Inseguimento a squadre: vincitore
Grenchen 2021 - Omnium: 3º
Grenchen 2021 - Americana: 9º
- Campionati europei su strada

Anadia 2022 - Cronometro Under-23: 11º
Anadia 2022 - Staffetta mista Under-23: non partito
Anadia 2022 - In linea Under-23: 76º